# Majonez

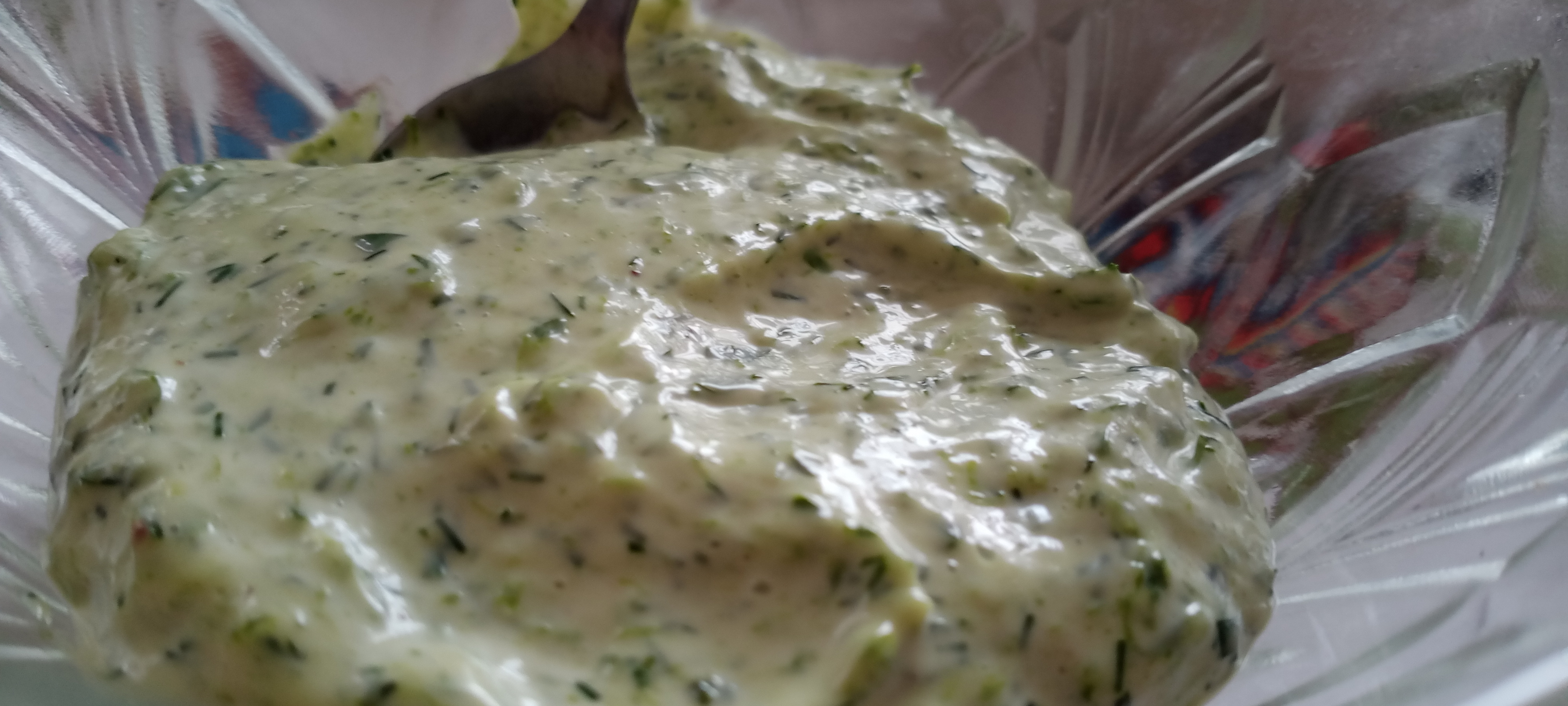
Majonez ziołowy

Majonez (z fr. mayonnaise) – gęsty sos, emulsja wytwarzana z oleju roślinnego, żółtek jajek i dodatków smakowych, o szerokim zastosowaniu kulinarnym.
Początkowo wyrabiany domowo (ręcznie) na bieżące potrzeby, od początku XX wieku także przemysłowo, w postaci do dłuższego przechowywania. Głównym składnikiem klasycznego majonezu jest oliwa z dodatkiem surowego żółtka, jako składnika emulgującego, przyprawiona octem winnym lub cytryną, solą i białym pieprzem.

## Opis
Obecnie w praktyce kuchennej oraz w produkcji przemysłowej spotyka się różne warianty majonezu i różne odpowiadające im przepisy (np. majonez z musztardą diżońską – fr. mayonnaise à la moutarde de Dijon). Przede wszystkim oliwa zastępowana jest zwykle innymi olejami roślinnymi. Zamiast surowego żółtka stosuje się czasem żółtka gotowane lub całe surowe jajka, a w produkcji przemysłowej – jajka w proszku. Często spotykanym dodatkiem jest musztarda, która pełni rolę stabilizatora emulsji oraz dodatku smakowego. Musztarda zaostrza jednak smak majonezu, co jest krytykowane przez ortodoksyjnych znawców kuchni. Spotyka się też w majonezie najrozmaitsze inne przyprawy, np. cukier. Do majonezów produkowanych przemysłowo dodaje się także stabilizatory, konserwanty, barwniki i aromaty syntetyczne.
W kuchni francuskiej oraz w dawniejszej kuchni polskiej majonezem nazywa się też potrawę: na zimno z ryby, raków lub mięsa i drobiu, która podaje się albo jako przekąska w formie sałaty na muszelkach, albo na półmiskach w całości jako danie wykwintne przy proszonych śniadaniach, obiadach i kolacjach, najczęściej z ryb. Wybiera się wtedy dużą rybę, gotuje się ją w całości w wanience, a ułożywszy na długim półmisku lub na desce serwetą obszytej, smaruje się ją grubo sosem majonezowym i garniruje po wierzchu w najrozmaitszy sposób (cyt. za Marią Ochorowicz-Monatową).
Jako najważniejszy sos zimny majonez stanowi podstawę wielu innych sosów, m.in. andaluzyjskiego, tatarskiego, tysiąca wysp, musztardowego, rdzawego, zielonego (ze szpinakiem), sardalaise, gribiche, ravigote, remoulade (inaczej sosu duńskiego), a także sosu rosyjskiego czy rozmaitych dipów na zimno.

## Historia  produktu
Trudno przypuszczać, ażeby ten prosty sos, złożony z najdawniejszych popularnych w basenie śródziemnomorskim składników, wynaleziony został jednorazowo w określonym czasie i miejscu. Najpewniej znano go od dość dawna, choć pod obecnie stosowaną nazwą w książkach kucharskich pojawia się dopiero na początku XIX wieku.

### Wersje pochodzenia nazwy
Istnieją rozmaite wersje anegdotycznego przekazu łączącego wprowadzenie majonezu do kuchni francuskiej z miastem Mahón na Minorce, z osobą marszałka Francji, księcia Louis François Armand du Plessis de Richelieu oraz z odniesionym tam zwycięstwem nad Anglikami w 1756 roku. Dla jego upamiętnienia admirał miał tak właśnie nazwać wynaleziony wtedy przez siebie sos.
Według innej tradycji jest on pomysłem angielskich obrońców obleganego przez Francuzów Mahón, którym jako pożywienie pozostały tylko zapasy jaj i oliwy. W tych warunkach ich głównym pokarmem stały się jaja na twardo przyprawiane sosem sporządzonym z mieszaniny jaj i oliwy. Gdy Francuzi zdobyli Mahón, zastali tam pożywienie, w którym również zasmakowali i które sami później upowszechnili.
Odmienny przekaz głosi, że nazwa „majonez” pochodzi od Karola Gwizjusza księcia Mayenne, który miał pożywić się kurczakiem podanym z takim zimnym sosem, przed bitwą stoczoną z Henrykiem IV pod Arques w 1589 roku.
Natomiast ludowa etymologia wywodzi nazwę sosu od francuskiego miasta Bayonne (słynącego ze swej szynki) dowodząc, iż jego pierwotna nazwą był sauce bayonnaise.
Mistrz kuchni Marie-Antoine Carême w swej książce Cuisinier parisien („Kucharz paryski”) z 1833 wyprowadza obecną nazwę (w zapisie magnonnaise lub magnionnaise), od francuskiego słowa manier – „mieszać”. Natomiast inny słynny kucharz Prosper Montagné wskazuje na starofrancuskie słowo moyeu – „żółtko” jako źródłosłów tej nazwy.

### Produkcja przemysłowa

Majonez wyrobu domowego wraz ze składnikami

Przyjmuje się, iż pierwszy historyczny przypadek wyrobu gotowego majonezu przeznaczonego na sprzedaż odnotowano w 1905 roku w Nowym Jorku, w sklepie delikatesowym założonym przez imigranta z Niemiec Richarda Hellmanna, który sprzedawał majonez wyrabiany przez swą żonę. Był on wytwarzany w dwu odmianach i pakowany w drewniane korytka stosowane ówcześnie do ważenia masła (dla odróżnienia jedno z nich oznaczano niebieską wstążeczką). Popularność wyrobu sprawiła, że w 1912 Hellmann założył wytwórnię pakując już majonez w szklane słoiki z etykietą oznaczoną niebieską wstążką.
Mniej więcej w tym samym czasie przedsiębiorstwo Best Foods z Kalifornii zapoczątkowało sprzedaż majonezu własnej produkcji, który zyskał popularność na zachodnim wybrzeżu Stanów Zjednoczonych. W 1932 Best Foods wykupiło markę „Hellmann’s” (obecnie własność koncernu Unilever), będącą nadal jednym z najpopularniejszych producentów gotowych majonezów na świecie.
W Polsce produkcję majonezu na skalę przemysłową podjęła w 1959 Wytwórcza Spółdzielnia Pracy „Społem” w Kielcach, zaś produkcję na wielką skalę rozpoczęły w 1974 Kaliskie Zakłady Koncentratów Spożywczych „Winiary” w Winiarach (od 1976 dzielnica Kalisza), które w 1994 zostały przejęte przez koncern Nestlé. W roku 1968 na skalę przemysłową ruszyła też produkcja Majonezu Pomorskiego w grudziądzkiej wytwórni Ocetix. Obecnie obowiązująca Polska Norma na majonez została oparta na podstawie składu i receptury Majonezu Kieleckiego.
Współcześnie w produkcję gotowych majonezów zaangażowanych jest więcej przedsiębiorstw spożywczych na świecie, które produkują je w licznych gatunkach i smakach, choć przedstawiających też różną jakość. W powszechnym użyciu majonezy produkcji przemysłowej praktycznie wyparły tradycyjny majonez domowego wyrobu.